# Micah Williams
Micah Williams (né le 12 novembre 2001 à Portland) est un athlète américain, spécialiste des épreuves de sprint.

## Biographie
Micah Williams remporte la médaille d'or du relais 4 x 100 mètres lors des championnats du monde juniors 2018 à Tampere en Finlande, aux côtés de Eric Harrison, Anthony Schwartz et Austin Kratz.
Le 20 juin 2021 lors des sélections olympiques américaines à Eugene, il franchit pour la première fois la barrière des dix secondes sur 100 m en 9 s 91 (+ 0,8 m/s), se classant cinquième de la finale ,. Il est remplaçant du relais 4 × 100 m américain aux Jeux olympiques d'été de Tokyo.

## Palmarès
| Date | Compétition                   | Lieu    | Résultat | Epreuve   | Temps   |
| ---- | ----------------------------- | ------- | -------- | --------- | ------- |
| 2018 | Championnats du monde juniors | Tampere | 1er      | 4 x 100 m | 38 s 88 |

## Records
| Épreuve | Temps               | Lieu         | Date        |
| ------- | ------------------- | ------------ | ----------- |
| 100 m   | 9 s 86 (+ 0,7 m/s)  | Fayetteville | 27 mai 2022 |
| 200 m   | 20 s 05 (+ 0,0 m/s) | Eugene       | 15 mai 2022 |